# San Lorenzo, Puruándiro
San Lorenzo är en ort i Mexiko.   Den ligger i kommunen Puruándiro och delstaten Michoacán de Ocampo, i den centrala delen av landet, 270 km väster om huvudstaden Mexico City. San Lorenzo ligger 1 991 meter över havet och antalet invånare är 1 598.
Terrängen runt San Lorenzo är kuperad åt nordväst, men åt sydost är den platt. Runt San Lorenzo är det ganska tätbefolkat, med 58 invånare per kvadratkilometer. Närmaste större samhälle är Puruándiro, 17,5 km nordost om San Lorenzo. I omgivningarna runt San Lorenzo växer huvudsakligen savannskog.